# The Message
«The Message» (с англ. — «Послание») — песня американской хип-хоп-группы Grandmaster Flash and the Furious Five. Была выпущена в виде сингла лейблом Sugar Hill Records 1 июля 1982 года, а позже была включена в одноимённый дебютный альбом группы.
«The Message» была первой «прогремевшей» хип-хоп-песней с социальным подтекстом. В тексте песни описывается стресс городской бедности. В последнем куплете Мелле Мел рассказывает, как ребёнка, рождённого в гетто без перспективы в жизни, заманивают в преступную среду, за что его сажают в тюрьму, пока он не покончит жизнь самоубийством в камере. Песня заканчивается короткой пародией, в которой участников группы арестовывают по непонятной причине.
Композиция стала своего рода катализатором, который вывел рэп-музыку «из подполья», подняв её статус от легкомысленной музыки для вечеринок до уровня социального протеста. «The Message» вдохновила такие группы как Public Enemy, KRS-One, N.W.A., которые подхватили «протестное музыкальное знамя». Мелле Мел сказал в интервью NPR: «Наша группа не хотела делать „The Message“, потому что мы привыкли исполнять рэп на вечеринках и хвастаться, насколько мы хороши».
Песня была впервые написана в 1980 году Дюком Бути и Мелле Мел в ответ на забастовку общественного транспорта в Нью-Йорке в 1980 году, которая упоминается в тексте песни. Строка «Ребёнок рождается с расстройством психики, слепой на пути к зрелости» была взята из раннего трека Grandmaster Flash and Furious Five «Superrappin'» 1979 года.

## Создание
Дюк Бути (настоящее имя: Эд Флетчер), который был штатным автором на лейбле Sugarhill Records, написал эту песню аккомпанируя себе на фортепиано в подвале родительского дома, в 1980 году. Он сделал демозапись, добавив свой речитатив, и показал результат боссу лейбла — Сильвии Робинсон, которая попросила группу Grandmaster Flash & The Furious Five записать трек. Позже Джозеф Сэддлер отзывался об этой песне как о поворотном моменте в развитии рэпа, но в тот первый раз — когда музыканты услышали демо, они не хотели браться за этот материал, и даже высмеивали его. «Песня была о каком-то негативе. Она не подходила для исполнения на вечеринках. Она даже не была похожа на реальную уличную историю. Мы просто посмеялись над ней», — вспоминал рэпер.
Поскольку группа не проявляла интереса к материалу, Робинсон предложила записать эту песню рэперу Мелле Мелу, вокал которого должен был чередоваться с голосом Эда Флетчера в припеве. После этого Сэддлер попросил Робинсон позволить всей группе записать трек, но она отказалась. Взявшись за работу, Мелле Мел добавил в песню дополнительный текст.
Хотя в музыкальном видео группа снялась в полном составе — остальные её члены присутствуют только ради массовки, на заднем плане. Текст исполняют Мелле Мел и Флетчер, остальных участников слышно только в самом конце видео — когда они спорят между собой на углу улицы, прежде чем их арестовывают подъехавшие полицейские.

## Признание
Журнал Rolling Stone поставил песню на 51-е место в своём списке «500 величайших песен всех времён» (самое высокое место среди песен выпущенных в 80-х, и самый высокий рейтинг среди хип-хоп-песен). В 2012 году она была названа величайшей хип-хоп-песней всех времён. Песня заняла 3-е место в опросе сайта About.com «100 лучших рэп-песен всех времён», уступив лишь I Used to Love H.E.R. от Common и Rapper’s Delight от The Sugarhill Gang. «The Message» заняла пятое место в рейтинге телеканала VH1 «100 величайших хип-хоп-песен».
В 2002 году — в первый год голосования, песня попала в число пятидесяти записей, выбранных Библиотекой Конгресса, которые были добавлены в Национальный звукозаписывающий реестр. «The Message» стала первой хип-хоп-песней, отмеченной такой почётной привилегией.
Британское правительство использовало «The Message» в информационном фильме о безопасности дорожного движения.

### Отзывы критиков
Помимо того, что песня по праву считается одним из величайших рэп-гимнов, «The Message» была отмечена многими музыкальными экспертами как песня, которая выдвинула МС на передний план в структуре хип-хопа. Таким образом, смещение акцента с мелодии диджея на вокалиста, повлияло на то, что смысл лирики стал играть главенствующую роль в песнях. В 2004 году Дэвид Хикли писал: «„The Message“ стала поворотным моментом в рэп-музыке. Успех песни констатировал, что МС стали выделяться на фоне диджеев, и выходить на центральный план в этой музыке». «Это была первая песня, обладающая стопроцентно хип-хоп-ритмикой и вокальным напором», — отмечалось в статье журнала Rolling Stone, «она без прикрас рассказывала о жизни, запрещённой официальным телевидением и радио Америки, — эхо эффекта „The Message“ можно ощутить в треках N.W.A., Джей-Зи, Лил Уэйна, Бигги Смоллза и даже Rage Against The Machine».

## Влияние
«The Message» была использована в нескольких компьютерных играх, для того, чтобы подчеркнуть антураж восьмидесятых: она звучит на «пиратской» радиостанции в видеоигре Grand Theft Auto: Vice City и в саундтреке Scarface: The World Is Yours.
На эту композицию было создано несколько каверов. Американская рок-группа Katsu записала сокращенную кавер-версию «The Message» для сборника от MTV Lit Riffs: The Soundtrack. Американский певец Вилли Мейсон записал кавер-версию для сборника Live Lounge радиостанции BBC Radio 1. Музыканты из метал-коллектива Mushroomhead использовали второй и последний куплеты «The Message» в своей песне Born of Desire из альбома XX. Певец Timbuktu после беспорядков в Хусбю и других пригородах Стокгольма записал шведскую адаптацию песни — Budskapet.
Композиция стала источником вдохновения для многих музыкантов, среди них были не только коллеги по рэп-цеху. Так в книге 2001 года The Genesis Songbook вокалист Genesis Фил Коллинз и продюсер группы Хью Пэдхам рассказали, что «The Message» помогла придумать хук для их хита «Mama». Пэдхам отметил, что: «В то время „The Message“ была одной из моих любимых записей». Коллинз продолжил: «Эта идея со смехом была просто фантастикой … такой отличный звуковой приём» — вокалист поэкспериментировал с похожими моментами, один из которых в итоге и попал в песню. Во время концертного исполнения Mama в момент смеха использовали световую технологию Vari-Lite, и этот визуальный приём стал изюминкой шоу. Коллинз иронически отмечал: «Рэп очень повлиял на Genesis».
В 2007 году на 25-летие «The Message» Мелле Мел записал песню M3 — The New Message для своего дебютного сольного альбома — Muscles. В том же году, Grandmaster Flash и Furious Five были введены в Зал славы рок-н-ролла, став первой хип-хоп-командой, удостоенной подобной чести.
В 2010 году Мелле Мел и Скорпион (англ. Scorpio) снялись в австралийской рекламе автомобиля Kia Sportage, в которой они поют «The Message».
30 ноября 2011 года Мелле Мел, Скорпион и Грэндмастер Флэш вместе с Common, Лупе Фиаско и LL Cool J исполнили совместный трибьют песне «The Message» на 54-й церемонии премии «Грэмми».

## Хит-парады
| Чарт (1982/1983)                   | Высшая позиция |
| ---------------------------------- | -------------- |
| Austrian Singles Chart             | 9              |
| Dutch Singles Chart                | 10             |
| New Zealand Singles Chart          | 2              |
| Swiss Singles Chart                | 11             |
| UK Singles Chart                   | 8              |
| U.S. Billboard Hot 100             | 62             |
| U.S. Billboard Hot Black Singles   | 4              |
| U.S. Billboard Hot Dance Club Play | 12             |